# Secrétaire d’État à la Maison du Roi
Der Secrétaire d'État à la Maison du Roi (Staatssekretär für den königlichen Haushalt, auch Minister für den königlichen Haushalt genannt) war in der französischen Monarchie der ministerielle Leiter des Département de la Maison du Roi.

## Ancien Régime (seit 1570)
Der Staatssekretär für den königlichen Haushalt trug die oberste Verantwortung für die Maison du Roi, das die Maison civile (mit 1000 bis 2000 Mitarbeitern) ebenso wie die Maison militaire umfasste, wobei letzteres jedoch größtenteils dem Kriegsstaatssekretär (Secrétaire d'État de la Guerre) unterstand.
- 1570 – 27. November 1579: Simon Fizes de Sauve
- 1579 – 8. September 1588: Claude Pinard, Seigneur de Comblisy et de Cramailles
- 15. September 1588 – 6. November 1613: Martin Ruzé, Seigneur de Beaulieu
- 6. November 1613 – 17. Januar 1638: Antoine de Loménie (en survivance am 4. März 1606)
- 17. Januar 1638 – Februar 1643: Henri Auguste de Loménie, Sieur de Brienne (en survivance am 12. August 1615)
- 20. Februar 1643 – 16. Februar 1669: Henri du Plessis-Guénégaud, Sieur du Plessis-Belleville[1]
- 16. Februar 1669 – 6. September 1683: Jean-Baptiste Colbert, auch Contrôleur général des finances
- 6. September 1683 – 3. November 1690: Jean-Baptiste Colbert, marquis de Seignelay (en survivance 1672)
- 6. November 1690 – 5. September 1699: Louis Phélypeaux, Comte de Pontchartrain
- 6. September 1699 – 7. November 1715: Jérôme Phélypeaux, Comte de Pontchartrain (en survivance am 27. September 1693)
- 1715 – 1718: Louis Phélypeaux, Marquis de La Vrillière (en survivance 1715)
- 30. März 1718 – 20. April 1749: Jean Frédéric Phélypeaux, Marquis de Maurepas
- 20. April 1749 – 20. Juli 1775: Louis Phélypeaux, Marquis (1725) dann Duc (1770) de La Vrillière, Comte de Saint-Florentin (en survivance am 17. Februar 1723)
- 20. Juli 1775 – 12. Mai 1776: Chrétien-Guillaume de Lamoignon de Malesherbes
- 12. Mai 1776 – 18. November 1783: Antoine-Jean Amelot de Chaillou
- 18. November 1783 – 26. Juli 1788: Louis Auguste Le Tonnelier de Breteuil
- 26. Juli 1788 – 11. Juli 1789: Pierre-Charles Laurent de Villedeuil

## Konstitutionelle Monarchie
- 19. Juli 1789 – 25. Januar 1791: François-Emmanuel Guignard, Comte de Saint-Priest

Am 17. April 1791 erhielt das Ministère de la Maison du Roi den Titel Innenministerium, hatte aber eine andere Grundlage. Die Verwaltung der Maison du Roi wurde einem Intendanten der Zivilliste, Herrn Delaporte, anvertraut. Die übrigen Zuständigkeiten gingen auf das Innenministerium über.

## Restauration
Im Jahr 1814 wurde der Titel Ministère de la Maison du Roi wieder eingeführt, behielt aber nur die Befugnisse des Intendanten der Zivilliste bei.
- 29. Mai 1814 – 20. März 1815: Pierre-Louis de Blacas d’Aulps, Marquis, dann (1821) Duc de Blacas
- 21. März 1815 – 7. Juli 1815: Jean-Pierre Bachasson, Comte de Montalivet, Intendant général (während der Herrschaft der Hundert Tage)
- 9. Juli 1815: Armand Emmanuel du Plessis, Duc de Richelieu, Minister, wurde nicht akzeptiert
- 15. September 1815 – 1. November 1820: Jules Jean-Baptiste François de Chardebœuf, Comte de Pradel, Directeur général du Ministère de la Maison du Roi
- 1. November 1820 – 4. August 1824: Alexandre-Jacques-Bernard Law de Lauriston
- 4. August 1824 – 4. Januar 1828: Ambroise-Polycarpe de La Rochefoucauld, Duc de Doudeauville.

## Julimonarchie
Louis-Philippe hatte keinen eigenen Haushalt. Daher gab es in der Julimonarchie keinen Minister für den Haushalt des Königs. Stattdessen gab es einen Generalintendanten der Zivilliste, der jedoch nicht Mitglied der Regierung war.
- 10. Oktober 1830 – 2. November 1830: Camille de Bachasson, Comte de Montalivet, Intendant provisoire de la dotation de la Couronne
- 2. November 1830 – 10. Oktober 1832: Agathon Fain
- 10. Oktober 1832 – 22. Februar 1836: Camille de Bachasson, Comte de Montalivet (2. Mal)
- 22. Februar 1836 – 6. September 1836: Agathon Fain (2. Mal)
- 6. September 1836 – 15. April 1837: Camille de Bachasson, Comte de Montalivet (3. Mal)
- 15. April 1837 – 31. März 1839: Pierre-Marie Taillepied de Bondy
- 31. März 1839 – 2. Februar 1848: Camille de Bachasson, Comte de Montalivet (4. Mal)

## Zweites Kaiserreich
- 14. Dezember 1852 – 23. November 1860: Achille Fould
- 4. Dezember 1860 – 10. August 1870: Jean-Baptiste Philibert Vaillant